# Ichneumon sugiharai
Ichneumon sugiharai är en stekelart som beskrevs av Tohru Uchida 1935. Ichneumon sugiharai ingår i släktet Ichneumon och familjen brokparasitsteklar. Inga underarter finns listade i Catalogue of Life.